# Nikolai Krasilnikov
Nikolai Aleksandrovich Krasil'nikov, também conhecido como Nikolai Krasilnikov (1896 – 1973) foi um microbiologista e cientista do solo russo. O gênero de bactérias Krasilnikovia foi nomeado em sua homenagem.
Ele descreveu a bactéria Azotobacter nigricans.